# 圣马丹德隆德尔
圣马丹德隆德尔（法語：Saint-Martin-de-Londres，法語發音：[sɛ̃ maʁtɛ̃ də lɔ̃dʁ]）是法国埃罗省的一个市镇，位于该省北部偏东，属于洛代沃区。

## 地名
法语人名在日常人名译名以及《世界人名翻譯大辭典》、《法语姓名译名手册》等主流人名译名类书籍资料中多译作“马丁”，不过在《世界地名翻译大辞典》、《世界地名译名词典》和《法国地图册》等主流地名译名类书籍资料中多译作“马丹”。

## 地理
圣马丹德隆德尔（43°47'27"N, 3°43'54"E）面积38.2 平方千米，位于法国奧克西塔尼大區埃罗省，该省份为法国南部沿海省份，南濒地中海，西南接奥德省，西北接塔恩省和阿韦龙省，东北与加尔省接壤。
与圣马丹德隆德尔接壤的市镇（或旧市镇、城区）包括：阿热利耶、布里萨克、科斯德拉塞勒、马斯德隆德尔、隆德尔圣母村、维奥勒昂拉瓦勒、维奥勒堡。
圣马丹德隆德尔的时区为UTC+01:00、UTC+02:00（夏令时）。

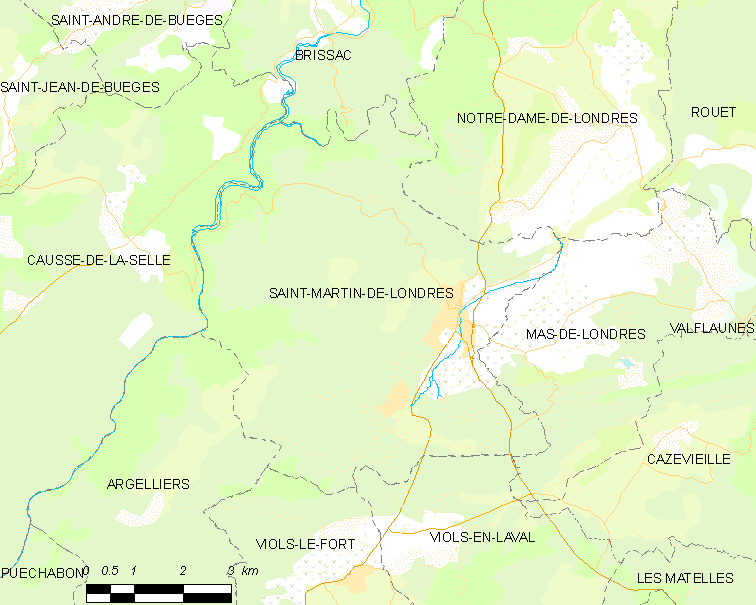
圣马丹德隆德尔的OSM定位图

## 行政
圣马丹德隆德尔的邮政编码为34380，INSEE市镇编码为34274。

## 政治
圣马丹德隆德尔所属的省级选区为洛代沃县。

## 人口

1962-2008年间圣马丹德隆德尔人口变化图示

圣马丹德隆德尔于2022年1月1日时的人口数量为2728人。